# Linea Sōbu Rapida
La Linea Sōbu Rapida (総武快速線?, Sōbu Kaisoku-sen) è un servizio ferroviario che percorre parte della linea a scartamento ridotto principale Sōbu gestita dalla East Japan Railway Company, che svolge servizi per i pendolari che partono e arrivano alla Stazione di Tokyo. I treni generalmente hanno come capolinea la Chiba a oriente e quella di Tokyo a occidente, ma alcuni continuano sulla linea Yokosuka.

## Servizi
I Servizi Rapidi sulla linea Sōbu sono operati fra Tōkyō e Chiba, anche se alcuni treni provengono dalla linea Yokosuka e terminano a Tsudanuma. Durante l'ora di punta delle mattine dei giorni feriali i treni in direzione Tokyo arrivano ogni 3-4 minuti, mentre in direzione Chiba, la sera, i treni sono 10 all'ora. Fuori dall'ora di punta i treni sono mediamente sei per ora. Sulla linea passano anche diversi altri treni afferenti da linee diverse, e un Servizio Rapido Narita diretto all'Aeroporto Internazionale Narita all'ora.
I Servizi Rapidi Pendolari, operati durante le ore di punta della mattina e della sera dei giorni feriali, compiono meno fermate dei treni rapidi. Due di essi la mattina viaggiano da Narita a Zushi, mentre la sera un treno compie il tragitto da Tokyo a Narita.
Oltre ai rapidi, sono disponibili degli Home Liner Chiba disponibili tutte le sere, di cui 3 partono da Tokyo e uno da Shinjuku. 
Alcuni dei treni proseguono oltre Chiba sulle seguenti linee e alle seguenti destinazioni:
- Kazusa-Ichinomiya sulla linea Sotobō
- Kimitsu sulla linea Uchibō
- Aeroporto Internazionale Narita sulle linee Narita e Narita Aeroporto
- Kashima-Jingū sulla linea Kashima
- Narutō sulla linea principale Sōbu

## Percorso
- Per informazioni sui servizi locali fra Kinshichō e Chiba vedi Linea Chūō-Sōbu
- I treni fermano dove è indicato il simbolo "●" e saltano le stazioni con "｜".

| Stazione        | Giapponese | Distanza | Distanza | Rap. | Rap. Pend. | Home Liner Chiba | Collegamenti | Posizione      | Posizione |
| Stazione        | Giapponese | Interst. | Totale   | Rap. | Rap. Pend. | Home Liner Chiba | Collegamenti | Posizione      | Posizione |
| --------------- | ---------- | -------- | -------- | ---- | ---------- | ---------------- | --- | -------------- | --------- |
| Tōkyō           | 東京       | -        | 0.0      | ●    | ●          | ●                | ■ Linea Chūō Rapida ■ Linea Keihin-Tōhoku ■ Linea Keiyō ■ Linea Tōkaidō ■ Linea Yamanote ■ Linea Yokosuka (servizi diretti) ■ Tōhoku Shinkansen ■ Yamagata Shinkansen ■ Akita Shinkansen ■ Jōetsu Shinkansen ■ Hokuriku Shinkansen ■ Tōkaidō Shinkansen Linea Marunouchi | Chiyoda        | Tokyo     |
| Shin-Nihombashi | 新日本橋   | 1.2      | 1.2      | ●    | ●          | ｜               | Linea Ginza (Stazione di Mitsukoshimae: G-12) Linea Hanzōmon (Mitsukoshimae: Z-09) | Chūō           | Tokyo     |
| Bakurochō       | 馬喰町     | 1.1      | 2.3      | ●    | ●          | ｜               | Linea Asakusa (Stazione di Higashi-Nihonbashi: A-15) Linea Shinjuku (Stazione di Bakuro-Yokoyama: S-09) | Chūō           | Tokyo     |
| Kinshichō       | 錦糸町     | 2.5      | 4.8      | ●    | ●          | ｜               | ■ Linea Chūō-Sōbu Linea Hanzōmon (Z-13) | Sumida         | Tokyo     |
| Shin-Koiwa      | 新小岩     | 5.2      | 10.0     | ●    | ｜         | ｜               | ■ Linea Chūō-Sōbu | Katsushika     | Tokyo     |
| Ichikawa        | 市川       | 5.4      | 15.4     | ●    | ｜         | ｜               | ■ Linea Chūō-Sōbu | Ichikawa       | Chiba     |
| Funabashi       | 船橋       | 7.8      | 23.2     | ●    | ●          | ｜               | ■ Linea Chūō-Sōbu ● Linea Tōbu Noda ● Linea principale Keisei (Stazione di Keisei Funabashi) | Funabashi      | Chiba     |
| Tsudanuma       | 津田沼     | 3.5      | 26.7     | ●    | ｜         | ●                | ■ Linea Chūō-Sōbu ● Linea Shin-Keisei (Shin-Tsudanuma) | Narashino      | Chiba     |
| Inage           | 稲毛       | 9.2      | 35.9     | ●    | ｜         | ●                | ■ Linea Chūō-Sōbu | Inage-ku Chiba | Chiba     |
| Chiba           | 千葉       | 3.3      | 39.2     | ●    | ●          | ●                | ■ Linea principale Sōbu ■ Linea Narita ■ Linea Uchibō ■ Linea Sotobō ● Linea Keisei Chiba ● Monorotaia di Chiba | Chūō-ku Chiba  | Chiba     |